# Jürgen W. Bösche
Jürgen Walter Bösche (* 28. Januar 1928 in Berlin-Reinickendorf; † 19. Mai 2015) war ein deutscher Jurist in der ärztlichen Selbstverwaltung.

## Leben

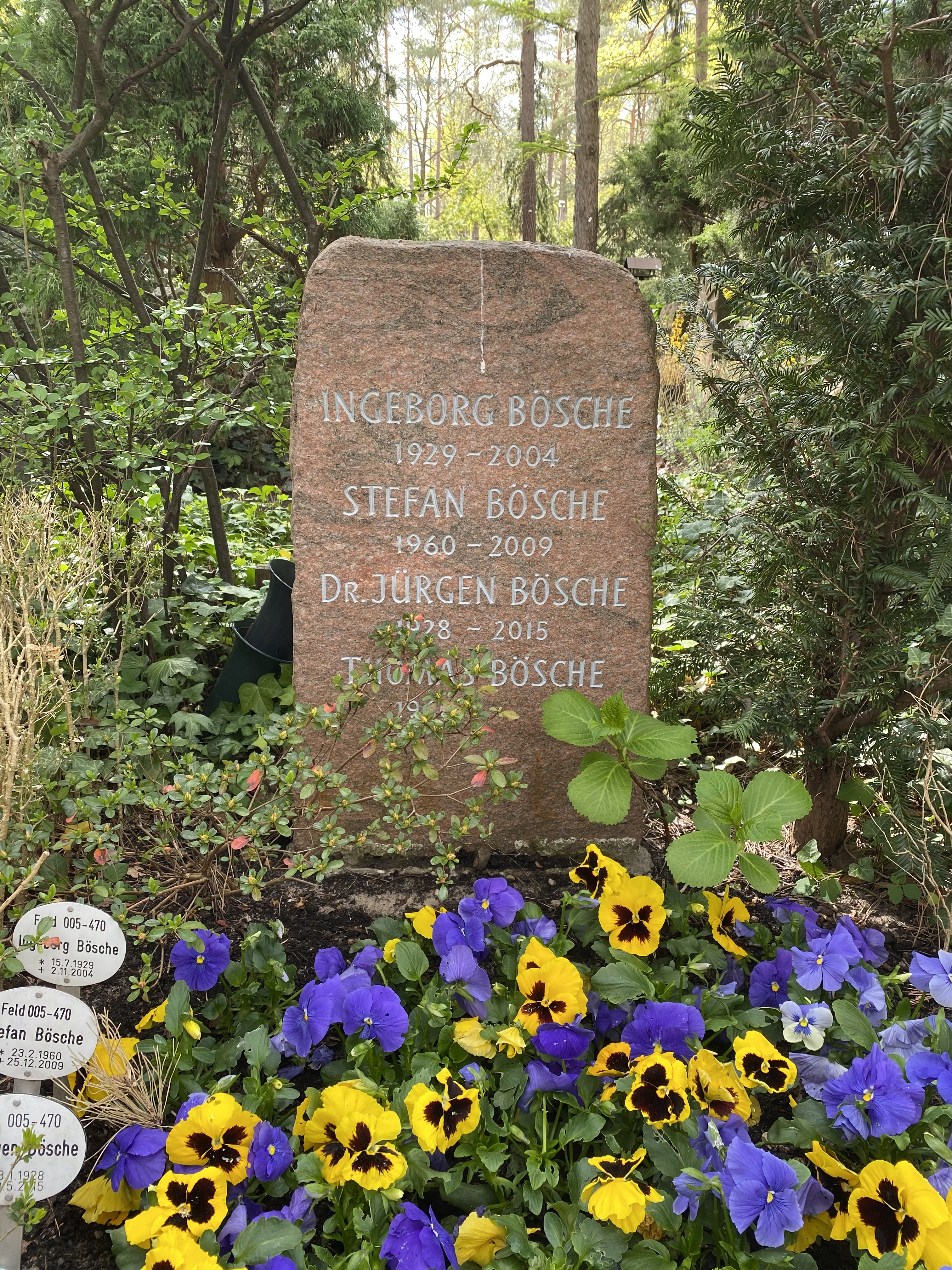
Grabstätte

Bösche studierte Rechtswissenschaften in Berlin. Nach Absolvierung der Referendarausbildung, einer Assistententätigkeit an der Universität Münster und Promotion zum Dr. jur. arbeitete er zunächst als Rechtsanwalt. Am 1. Februar 1956 trat er in die gemeinsame Rechtsabteilung von Bundesärztekammer (BÄK) und Kassenärztliche Bundesvereinigung (KBV) in Köln ein. In der Nachfolge von Arnold Hess leitete er die gemeinsame Rechtsabteilung vom 1. Juli 1973 bis 1997.
Bösche war Mitbegründer und Präsidiumsmitglied des Bundesverbands der Freien Berufe, der Ludwig Sievers Stiftung, der Deutschen Gesellschaft für Kassenarztrecht sowie des Zentralinstituts für die kassenärztliche Versorgung. Ebenfalls leitete er das Seminar der Kassenärztlichen Bundesvereinigung in Berlin.
Bösche habe zahlreiche Gesetzgebungsverfahren maßgeblich beeinflusst und das heutige Kassenarztrecht und das ärztliche Berufsrecht in Gesetzgebung und Rechtsprechung mitgeprägt, schrieb der Chefredakteur des Deutschen Ärzteblatts Heinz Stüwe. Der Vorstandsvorsitzende der Kassenärztlichen Bundesvereinigung Andreas Köhler nannte Bösche im Jahr 2008 die „graue Eminenz“ der deutschen Ärzteschaft.
Jürgen W. Bösche verstarb im Alter von 87 Jahren und wurde auf dem Berliner Waldfriedhof Dahlem (Feld 005-470) beigesetzt.

## Schriften (Auswahl)
- Der Zeitpunkt des Schadensfalles als Grenze für die Berücksichtigung „überholender Kausalität“. Diss. vom 20. Dezember 1957, Universität Münster, 1958.
- Was ist bei Verkauf, Vermietung und Übergabe der Praxis zu beachten? Wie hoch kann die Rendite angesetzt werden? In: Der Landarzt, 1969, S. 677–678.
- Was ist eine Arztpraxis wert? Die Kammer als erster Sachverständiger – Überzeugende Meinung soll Rechtsprechung beeinflussen – Ein weitergehender Fragenkomplex. In: Rheinisches Ärzteblatt, 1960, S. 144–151.
- Das Gesetz zur Weiterentwicklung des Kassenarztrechts . In: Neue Juristische Wochenschrift, H. 8., 1977, 327ff.
- Rechtliche Grundlagen der Ausbildung, Weiterbildung sowie der Fortbildung für den Arzt und der Vorbereitungszeit auf die kassenärztliche Tätigkeit. In: Deutsches Ärzteblatt, 1981, S. 1157ff.
- Die fachübergreifende Gemeinschaftspraxis im ärztlichen Berufs- und Kassenarztrecht. In: Medizinrecht, 1983, S. 196; Medizinrecht, 1984, S. 21f.
- mit Rainer Hess: Zulassungssperre für Kassenarztbewerber. In: Deutsches Ärzteblatt, 1985, S. B 1407ff.
- Die Reichsärztekammer im Lichte von Gesetzgebung und Rechtsprechung der Bundesrepublik Deutschland. In: Deutsches Ärzteblatt 94 (1997), S. C 1033–1037.

## Ehrungen
- 1988: Ludwig-Sievers-Medaille der Ludwig Sievers Stiftung[7]
- 1988: Wilhelm-von-Humboldt-Plakette des Bundesverbandes der Freien Berufe